# Diocèse des Hautes-Pyrénées
Cet article court présente un sujet plus développé dans : Diocèse de Tarbes et Lourdes.
Le diocèse des Hautes-Pyrénées est un ancien diocèse de l'Église constitutionnelle en France. Compris dans la Métropole du Sud et créé par la constitution civile du clergé de 1790, Il couvrait le département des Hautes-Pyrénées. Le siège épiscopal était Tarbes, il ne compte qu'un seul titulaire Jean-Guillaume Molinier et il est supprimé à la suite du concordat de 1801. 